# Multikulturelle Gesellschaft

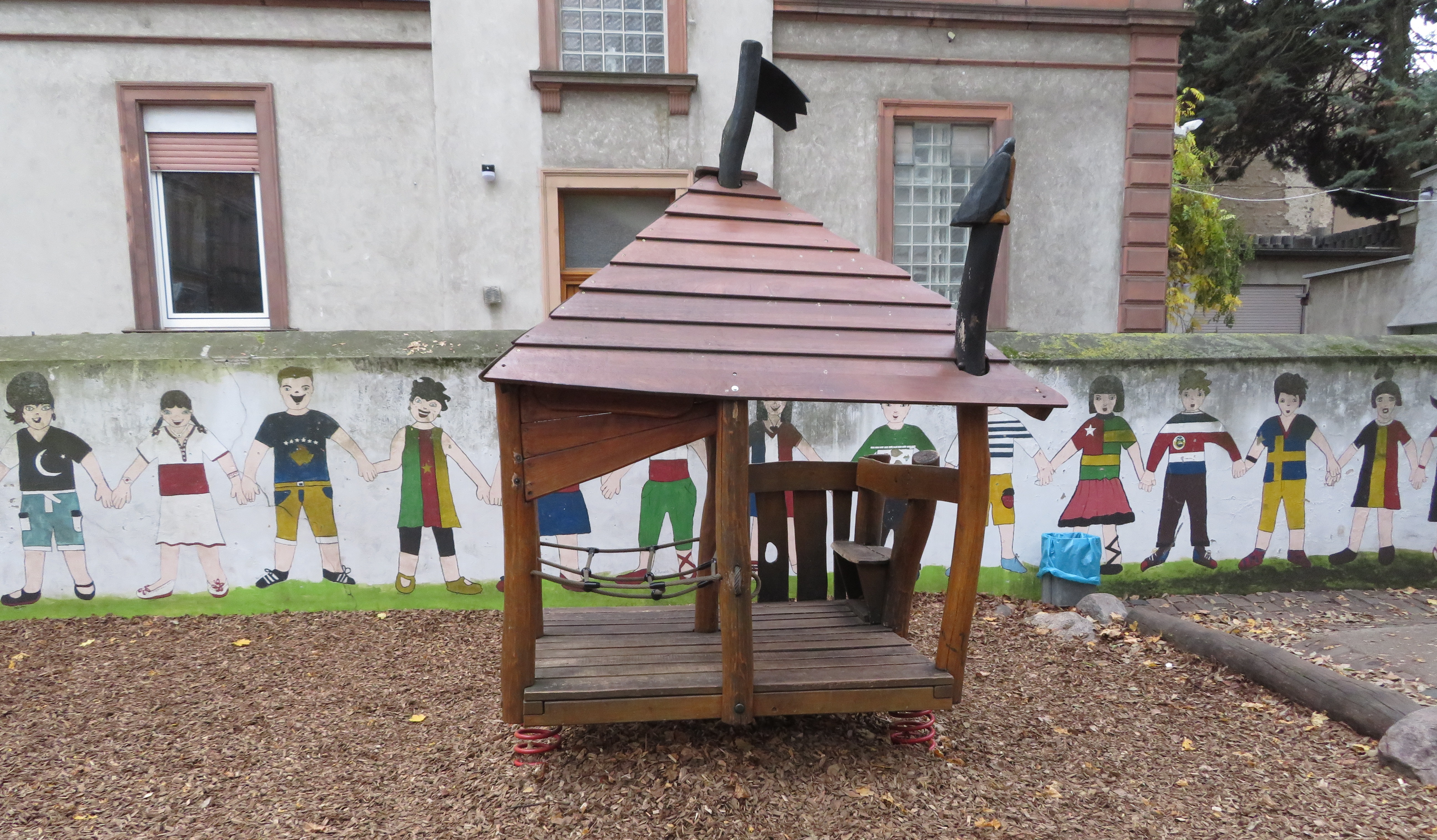
Schulhof einer Grundschule mit symbolischer Mauerbemalung

Das politische Schlagwort multikulturelle Gesellschaft wird sowohl deskriptiv als auch normativ verwendet. In Deutschland wurde der Begriff in der öffentlichen Diskussion um die Einwanderungspolitik Ende der 1980er Jahre bekannt. Der Begriff bezeichnet eine Vision einer Gesellschaft innerhalb eines Staates, in der Menschen unterschiedlicher Nationalitäten, Sprachen, Religionen und Ethnien friedlich zusammenleben. Menschen verschiedener Kulturen können verschiedene Traditionen, Lebensstile und/oder Vorstellungen von Werten und Ethik haben. Dabei impliziert der Begriff der multikulturellen Gesellschaft ein Neben- bzw. Miteinander nach wie vor klar unterscheidbarer Kulturen in einer Gesellschaft und unterscheidet sich insoweit vom Begriff der transkulturellen Gesellschaft, der das Verschwimmen oder gar die Auflösung kultureller Grenzen diagnostiziert.
Multikulturelle Gesellschaft kann ein gemischt ethnisches Gemeinschaftsgebiet beschreiben, in dem mehrere kulturelle Traditionen existieren (wie zum Beispiel in New York City oder Triest) oder ein einzelnes Land, in dem solche existieren wie die Schweiz, Belgien oder Russland.
Innerhalb Deutschlands ist es vor allem das Bundesland Schleswig-Holstein, das sich zu seinen unterschiedlichen Ethnien und Kulturen und zu seiner Mehrsprachigkeit bekennt (Verfassung des Landes Schleswig-Holstein in den Artikeln 6, 12 und 13 II; siehe auch: Sprachen und Dialekte in Schleswig-Holstein). 
Ein historisches Beispiel ist die 1918 aufgelöste Habsburgermonarchie, unter deren Dach viele verschiedene ethnische, sprachliche und religiöse Gruppen zusammenlebten. Eine der Grundlagen dieser jahrhundertealten Staatsstruktur war das Habsburger Prinzip „leben und leben lassen“. Die heutigen aktuellen Themen wie soziale und kulturelle Differenzierung, Mehrsprachigkeit, konkurrierende Identitätsangebote oder multiple kulturelle Identitäten haben bereits die wissenschaftlichen Theorien vieler Denker dieses multiethnischen Reiches geprägt.
Ehemalige Kolonialmächte werden als multikulturelle Gesellschaften besonderer Art bezeichnet: Dort leben oft Menschen aus ehemaligen Kolonien. Teilweise wanderten sie während der Kolonialzeit ein; teilweise kamen sie im Zuge der Dekolonisation in den 1950er und 1960er Jahren. Die Geschichte Kanadas gilt als ein Beispiel für legislative Umsetzung des Multikulturalismus. Denn Kanada war im 18. und 19. Jahrhundert zwischen Briten und Franzosen im Osten (1763 verloren die Franzosen ihre Kolonie Neufrankreich an die Briten) sowie später im Westen zwischen Spaniern, Briten und Russen umstritten.

## Politische Debatte in Deutschland

### Historische Entwicklung
In den 1970er Jahren zeichnete sich ab, dass die zwischen 1955 und 1973 angeworbenen bzw. eingereisten Gastarbeiter nur selten nach einigen Jahren in ihre Heimatländer zurückkehrten, sondern dauerhaft in Deutschland blieben und öfter als prognostiziert ihre Familien nachholten.
1978 berief die damalige Bundesregierung unter Helmut Schmidt deshalb einen Beauftragten zur Förderung der Integration der ausländischen Arbeitnehmer und ihrer Familienangehörigen. Erster Beauftragter wurde Heinz Kühn. Er veröffentlichte 1979 das sogenannte Kühn-Memorandum (vollständiger Titel „Stand und Weiterentwicklung der Integration der ausländischen Arbeitnehmer und ihrer Familien in der Bundesrepublik Deutschland“). Es gilt als erster Meilenstein der dritten Phase der Integrationspolitik, der „Phase der Integrationskonzepte“ 1979/1980. Die zentrale Aussage lautete, Deutschland sei faktisch ein Einwanderungsland. Jedoch wurde diesem Bericht erstaunlich wenig Beachtung geschenkt und nur wenige der Konzepte wurden umgesetzt. Dies lag vor allem daran, dass die Wirtschaftskrise und die Unsicherheit der frühen 1980er Jahre zu einem Aufflackern fremdenfeindlicher Stimmungen in der Gesellschaft führten, so dass die Regierungen von Helmut Schmidt in ihren letzten Jahren und von Helmut Kohl eher bemüht waren, die Einwanderung zu begrenzen und den Familiennachzug einzudämmen. In den 1980er Jahren wurden mit dem Rückkehrhilfegesetz auch Prämien gezahlt, um ausländische Arbeitnehmer zur Rückkehr in ihr Heimatland anzuhalten. Parallel dazu wurden von Vertretern der Politischen Linken, vor allem aus den Reihen der Grünen, das Konzept der „Multikulturellen Gesellschaft“ vorgebracht, seit Beginn der 1990er Jahre wurde dies auch Vertretern der konservativen Parteien als Gegenbild aufgegriffen.
Eine tatsächliche Umsetzung des Leitbilds einer multikulturellen Gesellschaft wie etwa in Kanada, wo der Multikulturalismus in der Verfassung verankert ist, hat es in Deutschland nie gegeben, unter der rot-grünen Bundesregierung von Gerhard Schröder ging jedoch u. a. die Reform des Staatsbürgerschaftsrechts (Erleichterung der Einbürgerung, Einführung des Ius soli für in Deutschland geborene Kinder von Einwanderern) in diese Richtung.

### Neuere politische Debatte

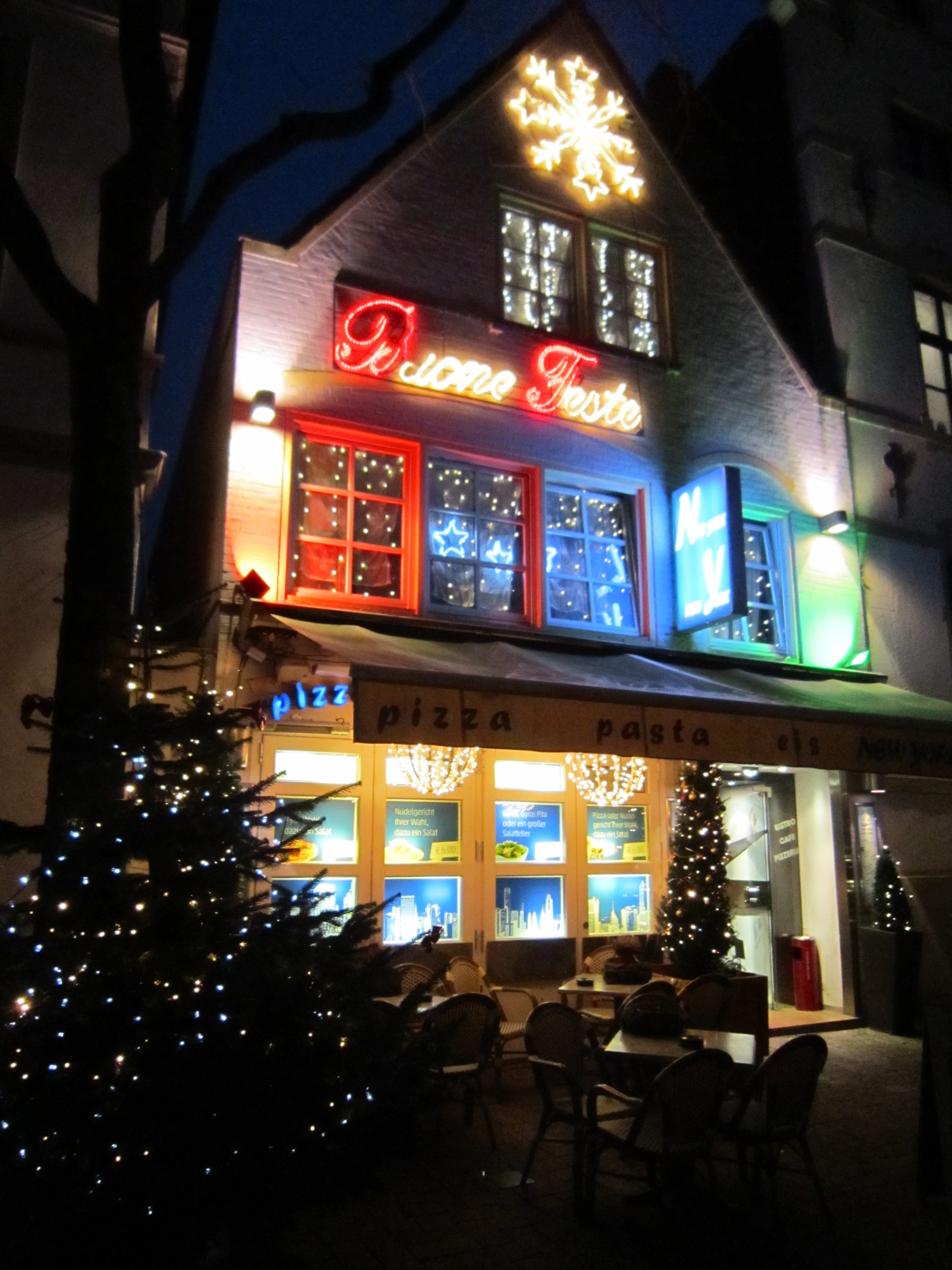
Italienischer Weihnachtsgruß, internationale Küche und „deutsche“ Tannen in Oldenburg

Seit den 1990er Jahren ist die Idee einer multikulturellen Gesellschaft in Deutschland beständig Teil von Debatten. Die Debatte in Deutschland ist davon geprägt, dass Befürworter und Gegner der multikulturellen Gesellschaft oft verschiedene Dinge meinen, wenn von „Multikulti“ die Rede ist: Entweder die Tatsache, dass Deutschland ein Einwanderungsland ist und verschiedene ethnische und religiöse Gruppen Teil der Gesellschaft sind oder – in der eigentlichen Bedeutung des Wortes – dass auf Einwanderer keinerlei Druck ausgeübt werden soll, sich zu assimilieren oder einen verbindlichen gesellschaftlichen Wertekanon anzunehmen (teilweise als „Leitkultur“ bezeichnet). Dies wurde vom damaligen Außenminister Guido Westerwelle (FDP) 2010 prägnant zusammengefasst: „Wenn Multikulti heißt, dass wir unsere Wertmaßstäbe aufgeben sollen, dann ist Multikulti ein Irrweg. Wenn Multikulti heißt, dass Vielfalt und Vernetzung mehr denn je unser aller Leben prägen, daheim und international, dann ist Multikulti Realität.“
Die damalige Kanzlerin Angela Merkel (CDU) erklärte 2004 und 2010 die multikulturelle Gesellschaft für „grandios gescheitert“, Altkanzler Schmidt (SPD) bezeichnete sie als „Illusion von Intellektuellen“. Der ehemalige Bundestagsabgeordnete Reinhard Grindel bezeichnete im Jahr 2004 „Multikulti“ als „Kuddelmuddel“ und „Lebenslüge“; nach seiner Meinung habe es „in vielen Vierteln [eben] nur Monokultur geschaffen.“ Der konservative Historiker Ernst Nolte kritisierte die Idee einer multikulturellen Gesellschaft als alternative Strategie des Klassenkampfes: „Diejenigen, welche die multikulturelle Gesellschaft propagieren, verbinden damit die Absicht, auf einem Umweg das zu realisieren, was die Sozialisten immer gefordert haben und was die DDR auch vollbracht hat, nämlich die deutsche führende Schicht auszuschalten.“ Erwin Huber (CSU) sieht in ihr eine „Brutstätte von Kriminalität“ (siehe auch Ausländerkriminalität)
Rita Süssmuth (CDU) verteidigte sie 2006 hingegen: „Multikulturalität ist kein Konzept, sondern ein Tatbestand. Da kann man nicht sagen, das sei alles gescheitert.“
Claudia Roth (Die Grünen) verwies 2004 (1998–2005 regierte die rot-grüne Koalition unter Gerhard Schröder) auf den faktischen Bestand einer multikulturellen Gesellschaft: „Wir haben eine multikulturelle Gesellschaft in Deutschland, ob es einem gefällt oder nicht […] Die Grünen werden sich in der Einwanderungspolitik nicht in die Defensive drängen lassen nach dem Motto: Der Traum von Multi-Kulti ist vorbei.“
Der Publizist Ralph Giordano sah 2007 in der multikulturellen Gesellschaft eine potentiell gefährliche Utopie, schloss aber ihre Umsetzung nicht völlig aus: „Das Multi-Kulti-Ideal ist ein Blindgänger, an denen die Geschichte schon überreich ist. Andererseits kennt sie auch Beispiele, dass das Unmögliche möglich wird.“
Einige innenpolitische Debatten werden oder wurden unter dem Schlagwort des „Multikulturalismus“ oder der „multikulturellen Gesellschaft“ geführt. Diese beziehen sich dabei in Deutschland wie in anderen europäischen Ländern besonders oft auf muslimische Einwanderer sowie ihre religiösen und kulturellen Besonderheiten:
- der Kopftuchstreit
- die Frage des gemischtgeschlechtlichen Schwimmunterrichts in Schulen
- die Debatte um Ganzkörperschleier (= Burka) sowie
- die Anerkennung der Gleichberechtigung von Mann und Frau
- die Vereinbarkeit von Schächten und Tierschutz
- die Frage, welche Einwanderungspolitik Deutschland betreiben sollte und wann man Einwanderern die deutsche Staatsangehörigkeit gewährt (ius soli vs. ius sanguinis und die Diskussion um die doppelte Staatsbürgerschaft)
- die Diskussion um die religiös motivierte Beschneidung von männlichen Säuglingen, Kindern und Jugendlichen in Deutschland (Kindeswohl und Recht auf Körperliche Unversehrtheit vs. religiöser Brauch (Islam) oder Ritus (Judentum))
- der Ehrenmord
- die Zwangsheirat sowie
- der Vorrang der Rechtsordnung vor der Scharia.

## Politische Debatte in der Schweiz
Die eidgenössische Volksinitiative zur Aufnahme des Wortlautes «Der Bau von Minaretten ist verboten.» in die Bundesverfassung wurde 2007 angenommen. Allerdings entschied das Schweizerische Bundesgericht 2012 in einem anderen Zusammenhang, dass völkerrechtliche Verpflichtungen der Schweiz selbst später erlassenen abweichenden Verfassungsbestimmungen vorgehen. Es ist damit vorstellbar, dass trotzdem Minarette bewilligt werden können, sofern sie alle anderen Vorschriften einhalten.